# Онана, Жан
Жан Эми́ль Жунио́р Онана́ Онана́ (фр. Jean Emile Junior Onana Onana; 8 января 2000, Яунде, Камерун) — камерунский футболист, полузащитник клуба «Дженоа» на правах аренды из «Бешикташ». Выступал за сборную Камеруна.

## Клубная карьера
Онана — воспитанник Академии Нкуфо. В начале 2019 года Жан подписал контракт с португальским «Лейшойншом». 3 марта в матче против «Академико Визеу» он дебютировал в Сегунда лиге. В начале 2020 года Онана перешёл во французский «Лилль». 16 февраля 2020 года в матче против марсельского «Олимпика» он дебютировал в Лиге 1. В том же году для получения игровой практики Онана на правах аренды перешёл в бельгийский «Мускрон-Перювельз». 8 августа в матче против «Антверпена» он дебютировал в Жюпиле лиге. 12 декабря в поединке против «Беерсхота» Жан забил свой первый гол за «Мускрон-Перювельз».
Летом 2021 году Онана перешёл в «Бордо», подписав контракт на 5 лет. Сумма трансфера составила 2 млн евро. В матче против «Ланса» он дебютировал за новый клуб. В этом же поединке Жан забил свой первый гол за «Бордо».
30 января 2025 года «Бешикташ» отправил Онану в аренду в клуб Серии A «Дженоа» до конца сезона с опцией выкупа.

## Международная карьера
9 октября 2020 года в товарищеском матче против сборной Японии Онана дебютировал за сборную Камеруна.